# Anastasia Ashley
Pour les articles homonymes, voir Ashley.
Anastasia Ashley, née le 10 février 1987, est une surfeuse américaine. Elle crée le buzz en 2013 avec une vidéo où on la voit s'échauffer en se déhanchant de façon sexy à la manière de Michelle Jenneke.
Elle a remporté le Professional Surfing Tour of America ainsi que le titre ASPR en 2008 et le Pipeline Women’s Pro en 2010.
En 2014, elle pose pour la couverture de Sports Illustrated Swimsuit Issue.
Elle est aussi connue pour ses engagements pour la protection de l'environnement et la défense des animaux, étant une porte-parole de PETA.
En 2017, elle participe à l' émission " Retour à l' instinct primaire " au Bélize dans l' épisode intitulé " À la conquète du Bélize " avec le youtubeur  Cory Williams, ils se retrouvent dans la jungle du Bélize et tentent de survivre déconnectés de toute civilisation. Anastasia abandonnera cependant au bout de quelques jours vu les conditions très dures de survie .